# Jüdische Elementarschule (Eichtersheim)
Die Jüdische Elementarschule in Eichtersheim, einem Ortsteil der Gemeinde Angelbachtal im Rhein-Neckar-Kreis im nördlichen Baden-Württemberg, war eine Elementarschule, die 1837 gegründet wurde. Sie wurde von der Jüdischen Gemeinde Eichtersheim unterhalten. Das badische Judenedikt von 1809 gestattete den jüdischen Gemeinden, eigene Schulen zu errichten, sofern sie die Kosten dafür übernahmen.
Die Schule befand sich seit 1838 im Gebäude Hauptstraße 50, in der Nähe der Synagoge. Im Schulgebäude befand sich auch die Mikwe (rituelles Bad) und die Lehrerwohnung.
In diesem Haus war nach Auflösung der jüdischen Konfessionsschule im Jahr 1876 die staatliche Schule untergebracht. Heute dient das Gebäude als Wohnhaus.
Die jüdischen Elementarschulen wurden mit der Einführung der Simultanschulen im Großherzogtum Baden im Jahr 1876 aufgelöst. Die jüdische Schule in Eichtersheim wurde bis nach 1900 als Religionsschule weitergeführt.

## Lehrer
- 1838 wurde als Lehrer Samuel Bär genannt
- Von 1875 bis 1903 wirkte der Lehrer Abraham Rothschild